# John Fraser (Botaniker)

John Fraser

John Fraser (* 1750 in der Grafschaft Inverness-shire; † 3. Mai 1811 in Chelsea (London)) war ein schottischer Baumschuler. Sein offizielles botanisches Autorenkürzel lautet „Fraser“.

## Leben und Wirken
Am 14. Oktober 1750 wurde er in der Kirche von Kiltarlity getauft. Im Eintrag des Kirchenbuchs steht Donald Fraser of Tomnacross, had a child baptised named John, witnessed by the congregation.
Im Auftrag der russischen Zarin Katharina der Großen sammelte er Pflanzen. Als er wieder in die Zivilisation zurückkehrte, hatte Russland einen neuen Zaren, der nichts von dem Auftrag wissen wollte.
Fraser war Baumschuler in Chelsea. Er führte nordamerikanische Pflanzen ein, die er von 1785 bis 1796 in Amerika sammelte. In diesem Zeitraum lernte er Thomas Walter kennen und freundete sich mit ihm an.

## Ehrungen
Die Fraser-Tanne (Abies fraseri) und die Berg-Magnolie (Magnolia fraseri) sowie die Gattung Frasera Walter aus der Familie der Enziangewächse (Gentianaceae) wurden nach ihm benannt.

## Werke
- A short history of the Agrostis cornucopiae … 1789.
- Thalia dealbata … 1794.
- A catalogue of new and interesting plants in Upper Louisiana … 1813.